# Belford (Northumberland)
Belford – wieś w Anglii, w hrabstwie Northumberland. Leży 71 km na północ od miasta Newcastle upon Tyne i 468 km na północ od Londynu. W 2001 miejscowość liczyła 1055 mieszkańców.